# Burgstall Burgberg
Der Burgstall Burgberg ist eine abgegangene keltische Ringwallanlage auf dem 534,8 m ü. NHN hohen Burgberg im Naturraum der Burgberg-Vorhöhen und Speltachbucht 1,9 Kilometer nordnordwestlich des Dorfes Oberspeltach der Gemeinde Frankenhardt im Landkreis Schwäbisch Hall in Baden-Württemberg.

## Beschreibung
Der Burgstall der Höhenburg umfasst eine längselliptische, west-östliche ausgerichtete und flache offene Hochfläche auf einer überwiegend waldfreien Bergkuppe inmitten des ausgedehnten Burgbergwaldes sowie eingeebnete Gräben und abgeflachte Wälle von ehemals mindestens zwei umlaufenden Ringen am Hang. Die offenen Flächen und ein Waldsaum um sie sind als ein kleines Landschaftsschutzgebiet ausgewiesen. Später stand auf dem Hochplateau auf dieser höchsten Stelle des Burgbergwaldes über zwei Jahrhunderte lang eine Kapelle.

## Heutige Nutzung
An der Ostspitze der Hochfläche stehen heute der weithin sichtbare Burgbergturm und eine zugehörige Gaststätte eines Wandervereins. Auf dem Berg laufen vier Wanderwege zusammen, darunter der mit dem Fränkisch-Schwäbischen Jakobsweg gebündelte Main-Donau-Bodensee-Weg, ein Radwegring umrundet ihn.